# Chili op de Olympische Zomerspelen 1992
Chili nam deel aan de Olympische Zomerspelen 1992 in Barcelona, Spanje. Het was de zeventiende deelname van het land. Net als bij de vorige editie droeg atleet Gert Weil de nationale vlag bij de openingsceremonie.
Er namen twaalf sporters (9 mannen en 3 vrouwen) deel in zeven olympische sportdisciplines.  Gert Weil nam samen met schutter Alfonso de Iruarrízaga voor de derde keer deel, tafeltennisser Marcos Núñez en wielrenner Miguel Droguett voor de tweede keer. In de atletiek werd voor de zeventiende keer deelgenomen, in de schietsport voor de dertiende keer, in het boksen en wielrennen voor de tiende keer, in het zeilen voor de vierde maal, in het tennis voor de derde maal en in het tafeltennis voor de tweede maal.
Aan de acht behaalde medailles tot nu toe, behaald in 1928 (1), 1952 (2), 1956 (4) en 1988 (1), werd er op deze editie geen een aan toegevoegd.

## Deelnemers en resultaten

### Atletiek
| Olympiër (deelname) | Onderdeel                | Resultaat | Prestatie                                 |
| ------------------- | ------------------------ | --------- | ----------------------------------------- |
| Jaime Ojeda         | marathon (m)             | 62e       | 2:28.39                                   |
| Tómas Riether       | polsstokhoogspringen (m) | DNF       | kwalificatie groep B: geen geldige poging |
| Gert Weil (3)       | kogelstoten (m)          | 13e       | kwalificatie groep A: 7de met 19,41m      |

### Boksen
| Olympiër        | Onderdeel | Resultaat | Prestatie                                                                                   |
| --------------- | --------- | --------- | ------------------------------------------------------------------------------------------- |
| Ricardo Araneda | -75kg (m) | 9e        | 1ste ronde: W van URU Mendez: scheidsrechterlijke beslissing 2de ronde: V van KOR Lee: 8-12 |

### Schietsport
| Olympiër (deelname)        | Onderdeel | Resultaat | Prestatie                                              |
| -------------------------- | --------- | --------- | ------------------------------------------------------ |
| Carlos Abarza              | skeet     | 42e       | kwalificatie: 42ste met 143 punten (22-25-23-25-24-24) |
| Alfonso de Iruarrízaga (3) | skeet     | 42e       | kwalificatie: 42ste met 143 punten (24-25-22-25-23-24) |

### Tafeltennis
| Olympiër (deelname)          | Onderdeel      | Resultaat | Prestatie |
| ---------------------------- | -------------- | --------- | --- |
| Augusto Morales              | enkelspel (m)  | 49e       | groep G: 4de V van CHN Wenge: 0-2 V van TCH Korbel: 0-2 V van POL Skierski: 0-2                                |
| Marcos Núñez (2)             | enkelspel (m)  | 49e       | groep N: 4de V van GER Fetzner: 0-2 V van PRK Kim: 0-2 V van JPN Watanabe: 0-2                                 |
| Augusto Morales Marcos Núñez | dubbelspel (m) | 25e       | groep C: 4de V van GER Fetzner/Roßkopf: 0-2 V van JPN Matsushita/Shibutani: 0-2 V van FRA Chatelain/Chila: 0-2 |
|                              |                |           | |
| Sofija Tepes                 | enkelspel (v)  | 49e       | groep K: 4de V van KOR Hong: 0-2 V van GER Nemes: 0-2 V van USA Gee: 0-2                                       |

### Tennis
| Olympiër          | Onderdeel | Resultaat | Prestatie                                |
| ----------------- | --------- | --------- | ---------------------------------------- |
| Paulina Sepúlveda | vrouwen   | 33e       | 1ste ronde: V van ITA Cecchini: 2-6, 3-6 |

### Wielersport
| Olympiër (deelname) | Onderdeel        | Resultaat | Prestatie                  |
| Baan                | Baan             | Baan      | Baan                       |
| ------------------- | ---------------- | --------- | -------------------------- |
| Miguel Droguett (2) | puntenkoers (m)  | 29e       | serie 2: 15de met 7 punten |
| Weg                 |                  |           |                            |
| Miguel Droguett     | wegwedstrijd (m) | DNF       | niet gefinisht             |

### Zeilen
| Olympiër       | Onderdeel  | Resultaat | Prestatie                           |
| -------------- | ---------- | --------- | ----------------------------------- |
| Marissa Maurin | europe (v) | 24e       | 172 punten: (24-23-21-DSQ-24-21-23) |

Albanië · Algerije · Amerikaanse Maagdeneilanden · Amerikaans-Samoa · Andorra · Angola · Antigua en Barbuda · Argentinië · Aruba · Australië · Bahama's · Bahrein · Bangladesh · Barbados · België · Belize · Benin · Bermuda · Bhutan · Bolivia · Bosnië en Herzegovina · Botswana · Brazilië · Britse Maagdeneilanden · Bulgarije · Burkina Faso · Canada · Centraal-Afrikaanse Republiek · Chili · China · Chinees Taipei · Colombia · Congo-Brazzaville · Cookeilanden · Costa Rica · Cuba · Cyprus · Denemarken · Djibouti · Dominicaanse Republiek · Duitsland · Ecuador · Egypte · El Salvador · Equatoriaal-Guinea · Estland · Ethiopië · Fiji · Filipijnen · Finland · Frankrijk · Gabon · Gambia · Gezamenlijk team · Ghana · Grenada · Griekenland · Groot-Brittannië · Guam · Guatemala · Guinee · Guyana · Haïti · Honduras · Hongarije · Hongkong · Ierland · IJsland · India · Indonesië · Irak · Iran · Israël · Italië · Ivoorkust · Jamaica · Japan · Jemen · Jordanië · Kaaimaneilanden · Kameroen · Kenia · Koeweit · Kroatië · Laos · Lesotho · Letland · Libanon · Libië · Liechtenstein · Litouwen · Luxemburg · Madagaskar · Malawi · Malediven · Maleisië · Mali · Malta · Marokko · Mauritanië · Mauritius · Mexico · Monaco · Mongolië · Mozambique · Myanmar · Namibië · Nederland · Nederlandse Antillen · Nepal · Nicaragua · Nieuw-Zeeland · Niger · Nigeria · Noord-Korea · Noorwegen · Oeganda · Oman · Oostenrijk · Pakistan · Panama · Papoea-Nieuw-Guinea · Paraguay · Peru · Polen · Portugal · Puerto Rico · Qatar · Roemenië · Rwanda · Saint Vincent‑Grenadines · Salomonseilanden · Samoa · San Marino · Saoedi-Arabië · Senegal · Seychellen · Sierra Leone · Singapore · Slovenië · Soedan · Spanje · Sri Lanka · Suriname · Swaziland · Syrië · Tanzania · Thailand · Togo · Tonga · Trinidad en Tobago · Tsjaad · Tsjecho-Slowakije · Tunesië · Turkije · Uruguay · Vanuatu · Venezuela · Verenigde Arabische Emiraten · Verenigde Staten · Vietnam · Zaïre · Zambia · Zimbabwe · Zuid-Afrika · Zuid-Korea · Zweden · Zwitserland · Onafhankelijke olympische deelnemers